# Murray (Kentucky)
Murray ist eine Stadt im US-Bundesstaat Kentucky und Sitz der Countyverwaltung des Calloway Countys. Benannt ist sie nach dem Politiker John L. Murray. Das U.S. Census Bureau hat bei der Volkszählung 2020 eine Einwohnerzahl von 17.307 ermittelt.

## Geographie
Murray liegt im Südwesten von Kentucky auf einer Höhe von 157 m. Die Stadt nimmt eine Fläche von 25,1 km2 ein.
Die nächsten großen Städte sind: Clarksville (etwa 65 km östlich), Nashville (110 km südöstlich) und Chicago (360 km nördlich). Etwa 13 km südlich befindet sich die Grenze zum Bundesstaat Tennessee. Das Erholungsgebiet Land Between The Lakes ist etwa 25 km östlich gelegen.

## Bevölkerung
In Murray leben 15.725 Personen. Verglichen mit der Bevölkerung im Jahr 2000 (14.950) ergibt sich über diesen Zeitraum ein Bevölkerungszuwachs von 5,2 %. Nach Hautfarben aufgeteilt leben in Murray 87,4 % Weiße, 6,8 % Afro-Amerikaner, 1,7 % Lateinamerikaner, 4,1 % sonstiger Abstammung.
 Das Durchschnittsalter liegt bei 26,5 Jahren, verglichen mit einem Durchschnittsalter von 35,9 Jahren im Staat Kentucky. Das relativ niedrige Durchschnittsalter liegt in der hohen Studentenzahl der Murray State University begründet. Das Durchschnittseinkommen liegt deutlich unter, die Anzahl der Personen unterhalb der Armutsgrenze deutlich über dem Schnitt des Staates Kentucky.

## Infrastruktur
Die Hauptverkehrsader ist der US Highway 641, einer Seitenstrecke des US Highway 41, der mitten durch die Stadt verläuft. Es besteht Anschluss an die Interstate 24 im Norden und an die Interstate 40, die südlich verläuft. Murray besitzt einen Flugplatz, den Murray-Calloway County Airport.

## Söhne und Töchter der Stadt
- Nathan Stubblefield (1860–1928), Erfinder und Melonenfarmer
- Cleanth Brooks (1906–1994), Literaturwissenschaftler
- Frank Stubblefield (1907–1977), Politiker
- Carroll Hubbard (1937–2022), Politiker
- Glen D. VanHerck (* 1962), General der United States Air Force
- Leigh-Allyn Baker (* 1972), Schauspielerin
- Molly Sims (* 1973), Schauspielerin und Model
- Rod Ferrell (* 1980), Okkultist und Doppelmörder